# Yul Bürkle
Yul Hansel Bürkle Solórzano, né à Caracas le 30 septembre 1974, est un acteur et un mannequin vénézuélien. 

## Biographie
Il a eu une fille, Bárbara Briana Bürkle, avec l'actrice Scarlet Ortiz.

## Carrière
À l'âge de 10 ans, il fait ses débuts en jouant dans des pièces de théâtre à l'école. Sa grande passion est le football depuis l'enfance. Mais il apprend également à jouer du piano, à peindre et à nager.
Il intègre l'université Santa María pour étudier le droit et en parallèle il prend des cours de comédie à l'institut CELCIT. Il arrête sa formation universitaire alors qu'il ne lui manque qu'une année pour être diplômé et débute dans sa première telenovela, La Llaman Mariamor, à l'âge de 21 ans.

## Telenovelas
- 1996 : La llaman Mariamor : Willy
- 1997 : Destino de mujer : Arnaldo
- 1999 : Luisa Fernanda : Gustavo Cazán
- 2000 : Mis tres hermanas : Anibal Solis Quintero
- 2001 : Secreto de amor : Braulio Viloria
- 2003 : La mujer de Lorenzo : Alex
- 2004 : Inocente de ti : Douglas
- 2005 : El amor no tiene precio : Mariano Lujan
- 2007 : Aunque mal paguen : Tomás
- 2007 : Acorralada : Andrés Dávila
- 2009 : Kandela : Elías Carreño
- 2009-2010 : Alma indomable : Fernando Ríos
- 2010 : Salvador de Mujeres : Manuel
- 2010 : Alguien te mira : Mauricio Ostos
- 2011 : Natalia del mar : Bruno Baltazar/Diego Baltazar
- 2013 : Los secretos de Lucía : Pablo Zuleta
- 2013 : De todas maneras Rosa : Asdrúbal Soto
- 2015 :Escándalos : Alexander "Alex" Morgan "El Enviado" / Gino Varessi
- 2016 :Tómame o déjame : Leonardo